# Getafe Deportivo
A Geatfe Deportivo, teljes nevén Club Getafe Deportivo egykori spanyol labdarúgóklubot 1946-ban alapították, székhelye a főváros, Madrid volt. 1983-ban szűnt meg, a helyébe a Getafe CF lépett.

## Statisztika
| Szezon      | Osztály    | Poz. | Copa del Rey |
| ----------- | ---------- | ---- | ------------ |
| 1946-47-től | Regionális | —    |              |
| 1956-57-ig  | Regionális | —    |              |
| 1957/58     | 3ª         | 1.   |              |
| 1958/59     | 3ª         | 10.  |              |
| 1959/60     | 3ª         | 9.   |              |
| 1960/61     | 3ª         | 4.   |              |
| 1961/62     | 3ª         | 5.   |              |
| 1962/63     | 3ª         | 16.  |              |
| 1963/64     | 3ª         | 9.   |              |
| 1964/65     | 3ª         | 13.  |              |
| 1965/66     | 3ª         | 6.   |              |
| 1966/67     | 3ª         | 8.   |              |
| 1967/68     | 3ª         | 11.  |              |
| 1968/69     | Regionális | -    |              |

| Szezon  | Osztály    | Poz. | Copa del Rey |
| ------- | ---------- | ---- | ------------ |
| 1969/70 | Regionális | -    |              |
| 1970/71 | 3ª         | 12.  |              |
| 1971/72 | 3ª         | 14.  |              |
| 1972/73 | 3ª         | 14.  |              |
| 1973/74 | 3ª         | 7.   |              |
| 1974/75 | 3ª         | 2.   |              |
| 1975/76 | 3ª         | 1.   |              |
| 1976/77 | 2ª         | 13.  |              |
| 1977/78 | 2ª         | 16.  |              |
| 1978/79 | 2ª         | 10.  |              |
| 1979/80 | 2ª         | 14.  |              |
| 1980/81 | 2ª         | 13.  |              |
| 1981/82 | 2ª         | 20.  |              |

## Fordítás
- Ez a szócikk részben vagy egészben  a   Getafe Deportivo című angol Wikipédia-szócikk fordításán alapul.  Az eredeti cikk szerkesztőit annak laptörténete sorolja fel. Ez a jelzés csupán a megfogalmazás eredetét és a szerzői jogokat jelzi, nem szolgál a cikkben szereplő információk forrásmegjelöléseként.